# Венанций Фортунат
Венанций Фортунат (на латински: Venantius Honorius Clementianus Fortunatus; * 540 във Valdobbiadene при Тревизо, Италия; † между 600 и 610 г. в Поатие, Франция) е поет и агиограф по времето на Меровингите и епископ на Поатие.
Той е последният римски поет на късната античност и първият поет на Средновековието. Той получава класическото си образование в Равена.
През 565 г., през последната година на император Юстиниан I, той тръгва на поклонение до Тур в Галия до гроба на Свети Мартин, за да му благодари за излекуването му от болестта му на очите. При това той минава през Алпите за Реция, после през Майнц, Кьолн и Трир, след това през Мец, Вердюн и Париж към Турс. По пътя той намира гостоприемно посрещане от епископите и аристократите, за което им благодари със стихове.
В Мец той пише сватбено стихотворение за австразийския крал Сигиберт I със западноготската принцеса Брунхилда, което му отваря вратите до франкското висшо общество. През 567 г. Венанций пристига в Поатие. Там се сприятелява с Радегунда, вдовицата на крал Хлотар I, и нейната взета за отглеждане дъщеря Агнес, които са били в манастир. Венанций става свещеник и духовен съветник на манастира. Там той живее 20 години. Той пътува по задачи, дадени му от Радегунда. Той е вече известен поет и писател за нея. Запознава се и с епископ Григорий Турски, който става един от неговите покровители. Към края на живота си Венанций става епископ на Поатие.
Той е канонизиран по-късно за Светия. Неговият почетен ден е денят на смъртта му, 14 декември; годината на смъртта му не е известна.

## Произведения
Венанций пише един Версепос в четири книги за Свети Мартин от Тур (De virtutibus Martini Turonensis), посветено на Григорий Турски. Освен това той пише проза за живота на Светии (Vita), между другото за Хиларий от Поатие и една за Радегунда, която представя като Светица след смъртта ѝ.
От голямо значение са неговите единадесет книги Carmina miscellanea, литургийските химни, елегии, енкомиони, епиграми, епитафи и дриги стихове, между тях De navigio suo, De mosella. Неговите химни Pange lingua и Vexilla regis са използвани и днес в латинската Литургия.
Освен това той е автор на песента за Мария Quem terra, pontus, aethera, на стихотворението в чест на Мария In laudem sanctae Mariae и тъжната песен за залязването на тюрингския кралски дом, от който произлиза Радегунда (De excidio Thoringiae).

## Издания и преводи
- Fortvnati Episcopi Pictaviensis De Resvrrectionis Dominicae Die Carmen. Mameranus, Coloniae 1550
- Venance Fortunat, Poèmes. Marc Reydellet, Paris 1994 – 2004.
- Judith W. George, Venantius Fortunatus: Personal and Political Poems. Translated Texts for Historians. Liverpool 1996.
- S. di Brazzano: Venanzio Fortunato. (Operee, Appendix). Rom 2001
- Wolfgang Fels, Venantius Fortunatus. Die Vita des hl. Martin. Hiersemann, Stuttgart 2006, ISBN 978-3-7772-0603-5.